# Та’ Хаджрат
Храм Та’ Хаджрат, мальт. Ta' Ħaġrat у деревни Мджарр на Мальте включён в состав Всемирного наследия ЮНЕСКО вместе с рядом других мегалитических храмов Мальты. Является одним из древнейших святилищ на Земле. Состоит из двух храмов. Большой храм Та' Хаджрат относится к фазе Джгантия (3600-3200 гг. до н. э.); малый храм — к фазе Сафлиени (3300 — 3000 гг. до н. э.).
Фасад храма и его портал были реконструированы в 1937 году.

## Местонахождение
Та' Хаджрат находится на западной оконечности деревни Мджарр, примерно в километре от храмового комплекса Скорба. Фасад Та’ Хаджрата по своим характеристикам напоминает другой мальтийский храм, Скорба.

## Храмовый комплекс
Многочисленная керамика, найденная в ходе раскопок, свидетельствует, что на месте храма ранее существовала деревня. Эта ранняя керамика относится к фазе Мджарр мальтийской истории (3800-3600 гг. до н. э.).
Та’ Хаджрат сделан из кораллового известняка — самого древнего из доступных строительных материалов на Мальте. Комплекс состоит из двух прилегающих храмов, которые оба имеют достаточно неформальную планировку по сравнению с прочими мегалитическими храмами Мальты эпохи неолита. Меньший храм примыкает к более крупному с северной стороны.
Из находок на территории храма наибольший интерес представляет модель храма, выполненная из кораллового известняка.